# Iwan Sytow
Iwan Nikitowicz Sytow (ros. Иван Никитович Сытов, ur. 31 maja?/13 czerwca 1916 we wsi Lipowka w obwodzie saratowskim, zm. 16 października 1943 w Zaporożu) – radziecki lotnik wojskowy, porucznik, Bohater Związku Radzieckiego (1943).

## Życiorys
Po śmierci ojca w 1931 przeniósł się do Astrachania, gdzie ukończył szkołę i pracował jako tokarz, jednocześnie ucząc się w aeroklubie. Od 26 grudnia 1938 służył w Armii Czerwonej, w 1940 skończył wojskową szkołę pilotów w Stalingradzie i został w niej pilotem-instruktorem, od 19 listopada 1942 brał udział w wojnie z Niemcami na Froncie Południowo-Zachodnim. W 1943 został członkiem WKP(b). Uczestniczył w bitwie pod Stalingradem i w wyzwalaniu Lewobrzeżnej Ukrainy jako pilot, dowódca klucza i zastępca dowódcy eskadry w 5 gwardyjskim pułku lotnictwa myśliwskiego 207 Dywizji Lotnictwa Myśliwskiego 3 Mieszanego Korpusu Lotniczego 17 Armii Powietrznej. Wykonał ponad 250 lotów bojowych, w walkach powietrznych strącił osobiście 34 samoloty wroga (w tym 2 taranując), a w grupie 4 samoloty wroga. Uchwałą Prezydium Rady Najwyższej ZSRR z 8 września 1943 za wykonanie 150 lotów bojowych, strącenie osobiście 19 samolotów wroga i wykazywanie przy tym męstwa i mistrzostwa w lataniu otrzymał tytuł Bohatera Związku Radzieckiego i Order Lenina. Przyznano mu też Order Czerwonego Sztandaru (1943), Order Wojny Ojczyźnianej I klasy (1943) i Medal „Za obronę Stalingradu” (1943). 16 października 1943 podczas walk powietrznych nad Zaporożem staranował swoim samolotem samolot wroga, ginąc przy tym. Jego imieniem nazwano ulicę i szkołę w Zaporożu.